# Ficzere Péter
Ficzere Péter, Ficzere Péter Jenő József (Budapest, 1889. június 8. – Budapest, 1938. május 24.) válogatott labdarúgó, jobbfedezet, vámszaki főtiszt. A sportsajtóban Ficzere II néven volt ismert.

## Családja
Ficzere Antal és Hoffmann Katalin fiaként született. Első felesége Schödel Terézia dohánytőzsde tulajdonos volt, akivel 1913. február 3-án Budapesten, az Erzsébetvárosban kötött házasságot. Tőle később megözvegyült. 1919. július 27-én Budapesten, a Józsefvárosban feleségül vette Scheibl Irén Teréziát.

## Pályafutása

### Klubcsapatban
A BTC labdarúgója volt. Nagy munkabírású, technikás hátvéd volt. Kiválóan védekezett, a támadásokat pontos előre ívelésekkel segítette. Fejjátéka is átlagon felüli volt. Becenevét elegáns öltözködésnek köszönhette. Mindig cilindert hordott, társai emiatt hívták Flanga Péternek.

### A válogatottban
1907 és 1908 között öt alkalommal szerepelt a magyar labdarúgó-válogatottban.

## Sikerei, díjai
- Magyar bajnokság
  - Bronzérmes: 1908–09

## Statisztika

### Mérkőzései a válogatottban
| Magyarország | Magyarország      | Magyarország               | Magyarország | Magyarország | Magyarország | Magyarország | Magyarország | Magyarország |
| #            | Dátum             | Helyszín                   | Hazai        | Eredmény     | Vendég       | Kiírás       | Gólok        | Esemény      |
| ------------ | ----------------- | -------------------------- | ------------ | ------------ | ------------ | ------------ | ------------ | ------------ |
| 1.           | 1907. október 6.  | Prága, Slavia-stadion      | Csehország   | 5 – 3        | Magyarország | barátságos   | -            |              |
| 2.           | 1907. november 3. | Budapest, Millenáris-pálya | Magyarország | 4 – 1        | Ausztria     | barátságos   | -            |              |
| 3.           | 1908. április 5.  | Budapest, Millenáris-pálya | Magyarország | 5 – 2        | Csehország   | barátságos   | -            |              |
| 4.           | 1908. május 3.    | Bécs, Hohe Warte           | Ausztria     | 4 – 0        | Magyarország | barátságos   | -            |              |
| 5.           | 1908. június 10.  | Budapest, Millenáris-pálya | Magyarország | 0 – 7        | Anglia       | barátságos   | -            |              |
|              | Összesen          |                            |              | 5            | mérkőzés     |              | 0            | gól          |